# راي بايروم
راي بايروم (بالإنجليزية: Ray Byrom)‏ هو لاعب كرة قدم بريطاني في مركز الهجوم، ولد في 2 يناير 1935 في بلاكبرن في المملكة المتحدة، وتوفي بنفس المكان في 6 يناير 2020. لعب مع نادي أكرينغتون ستانلي ونادي برادفورد بارك أفنيو.